# 小森コーポレーション
株式会社小森コーポレーション（こもりコーポレーション、KOMORI Corporation）は、印刷機械および印刷関係機器の製造から販売までを手掛ける大手機械メーカー。「KOMORI」のブランド名を使用している。
国内で唯一の紙幣印刷機メーカーで、ニューイヤー駅伝の出場常連チームしても知られている。

## 概要
印刷機を専業とする製造メーカー。印刷機専業メーカーとしては、ドイツのハイデルベルグ・ジャパンが最大の競合相手であった。2009年にはH-UV印刷機を発表し、一般枚葉印刷機業界でシェアを拡大している。
日本ほか、ポンド紙幣を発行するイングランド銀行やアメリカ合衆国ドル紙幣の印刷局にも機械を納入した実績がある。

## 沿革
- 1923年 ‐ 小森機械製作所を東京都墨田区東駒形に創業。
- 1925年 ‐ 石版ロール印刷機を開発。
- 1928年 ‐ 四六半裁手差オフセット印刷機を開発。
- 1933年 ‐ 小森印刷機械製作所に商号変更。
- 1946年 ‐ 株式会社小森印刷機械製作所を東京都墨田区吾妻橋に設立。また、大阪出張所を開設。
- 1957年 ‐ 当社初の4色機・四六全判オフセット印刷機「UM-4C」を開発。
- 1961年 ‐ 紙幣印刷用ドライオフセット印刷機を印刷局に納入。
- 1967年 ‐ 茨城県取手市に取手工場竣工。
- 1968年 ‐ 「小森印刷スクール」が開校。
- 1972年 ‐ 「スプリント」が日刊工業新聞主催の機械工業デザイン賞部門の通産大臣賞を受賞。
- 1975年 ‐ テクノサービスセンター設立。
- 1976年 ‐ 小森印刷機械株式会社に商号変更。
- 1978年 ‐ 千葉県野田市に関宿工場竣工。
- 1982年 ‐ コモリ・アメリカ・コーポレーション（アメリカ・シカゴ郊外）設立。
- 1983年 ‐ 東京証券取引所市場第2部に上場。
- 1984年 ‐ 東京証券取引所市場第1部へ指定替。また、コモリ・ヨーロッパ・リミテッド（現・コモリ・U.K.リミテッド。英国・リーズ）設立。
- 1985年 ‐ 第一回米貨建ワラント債をロンドンで発行。
- 1986年 ‐ 小型枚葉機専門の小森山形マシナリー株式会社の新工場が完成。中型機専門の取手工場、大型枚葉機・オフセット輪転機・特殊印刷機を扱う関宿工場の3工場体制確立。
- 1988年 ‐ 大阪証券取引所市場第1部に上場。コモリ・ヨーロッパ・B.V.（現・コモリ・インターナショナルB.V.。オランダ・ユトレヒト）設立。
- 1989年 ‐ コモリ・シャンボン・SA（フランス・オルレアン）設立。
- 1990年 ‐ 株式会社小森コーポレーションに商号変更。
- 1991年 ‐ 新本社ビル竣工。
- 1992年 ‐ テクノサービスセンター竣工。
- 1994年 ‐ 「スプリントII26」が日刊工業新聞社主催の機械工業デザイン賞部門の審査委員会特別賞受賞。
- 1996年 ‐ インド中央銀行に紙幣製造一貫プラント納入開始。
- 1997年 ‐ コモリKHSシステムを開発。
- 1999年 ‐ ナイジェリア造幣公社に紙幣製造一貫プラント納入開始。
- 2001年 ‐ 千葉県松戸市にパーツサービスセンター竣工。また、東芝機械（現・芝浦機械）よりオフセット輪転印刷機（書籍・出版用含む）の事業（開発・生産・販売・サービス）を譲受。
- 2002年 ‐ 「つくば分工場」の第一期工事が完了し、稼動を開始。
- 2003年 ‐ 取手事業部がISO14001を取得。
- 2004年 ‐ 第55回全国カレンダー展で「内閣総理大臣賞」受賞。
- 2005年 ‐ つくば工場第二期工事完了。取手工場の機能を総て移転する。
- 2006年 ‐ コモリ・プリンティング・マシーン（シンセン）カンパニー・リミテッド設立。
- 2009年 ‐ 大阪証券取引所上場廃止。つくばプラント第三期工事完了。関宿プラントを統合するとともに、「小森グラフィックテクノロジーセンター」設立。
- 2014年 ‐ 東海ホールディングス株式会社を子会社化。

## ネットワーク

### 国内拠点
- 本社（東京都墨田区）
- テクノサービスセンター（東京都墨田区）
- 西日本サービス（大阪市城東区）
- 小森グラフィックテクノロジーセンター（つくば市）
- 相模サービス（大和市）
- 埼玉テクノセンター（新座市）
- 小森グローバルパーツセンター（野田市）
- 大阪支社（大阪市城東区）
- 名古屋支店（名古屋市中川区）
- 静岡出張所（静岡市駿河区）
- 九州支店（福岡市博多区）
- 北海道営業所（札幌市中央区）
- 東北営業所（仙台市若林区）
- 新潟出張所（新潟市東区）
- 北陸営業所（富山市）
- 中国営業所（広島市西区）
- 四国営業所（高松市）
- つくばプラント（つくば市）

### 海外拠点
- コモリ・カレンシー・テクノロジー（イギリス・ドーキング）

### グループ会社
- 株式会社小森マシナリー（山形県高畠町）
- 株式会社小森エンジニアリング（茨城県牛久市）
- 株式会社セリア ‐ コーポレーション（旧・東海ホールディングス株式会社）（東京都北区）
- 株式会社小森興産
- Komori America Corporation（アメリカ・シカゴ郊外）
- Komori Leasing Incorporated（アメリカ・シカゴ郊外）
- Komori International（Europe）B.V.（オランダ・ユトレヒト）
- Komori International Netherlands B.V.（オランダ・ユトレヒト）
- Komori U.K. Limited（イギリス・リーズ）
- Komori France S.A.S.（フランス・アントニー）
- Komori Italia S.r.l.（イタリア・ミラノ）
- Komori-Chambon S.A.S.（フランス・オルレアン）
- Komori Hong Kong Limited（中国・香港）
- Komori Printing Machine（Shenzhen） Co., Ltd.（中国・深圳）
- Komori Machinery (Nantong) Co.,Ltd.（中国・南通）
- Komori Taiwan Limited（台湾・台北）
- Komori Southeast Asia Pte. Ltd.（シンガポール）
- Komori Malaysia Sdn. Bhd.（マレーシア）